# チェンジリング (2008年の映画)
『チェンジリング』（Changeling）は、2008年のアメリカ映画。クリント・イーストウッドがアンジェリーナ・ジョリーを主演に迎え、1920年代のロサンゼルスで実際に発生したゴードン・ノースコット事件の被害者家族の実話を元に映画化された。なお、題名は「取り替え子」という、自分の子供が醜い子供に取り替えられるというヨーロッパの伝承に基づく。
第61回カンヌ国際映画祭出品。第81回アカデミー賞主演女優賞、撮影賞、美術賞ノミネート。

## ストーリー
1928年のロサンゼルス。シングルマザーで、電話会社に勤務するクリスティンは息子ウォルターを残して仕事に出かけるが、帰宅すると息子は姿を消していた。クリスティンはロサンゼルス市警察に捜査を依頼し、事件は世間の注目を集めるが、同時に人々は不正が横行する警察に事件を解決する能力があるのか疑問視していた。5か月後、市警のジョーンズ警部からウォルターを保護したと連絡が入り、クリスティンは彼に連れられて駅に向かう。そこには市警の手柄をアピールするデーヴィス本部長や大勢の記者が集まっていたが、再会した息子は全くの別人だった。クリスティンから別人だと聞かされたジョーンズは体面を取り繕うため、「とりあえず息子として扱って欲しい」と頼み、そのまま記者の取材を受けることになった。
クリスティンは少年と帰宅するが、彼がウォルターよりも明らかに身長が低いことに気付き、ジョーンズに再捜査を依頼する。しかし、捜査ミスが発覚することを避けたいジョーンズは、逆に「息子がいない自由な日々を手に入れようと育児放棄しようとしている」と彼女を責め立てる。ジョーンズは専属医に「医学的な」診断書を作らせて少年がウォルターであることを公式に報告し、事件の解決をアピールする。クリスティンは息子が通院した歯医者の診断記録や学校の担任の証言をもとに別人である証拠を集める。そこに、警察の不正を追及しているブリーグレブ牧師が協力を申し出て、彼女は集めた証拠を記者たちに渡そうとする。しかし、それを知ったジョーンズはクリスティンを「精神異常者」として精神病院に隔離してしまう。クリスティンは、彼女と同じように市警に逆らって隔離された被害者たちと知り合い、市警の判断が間違っていることを訴える。
同じころ、市警のレスターは不法入国者の少年サンフォードを拘束して強制送還しようとするが、彼は従兄ノースコットに強要されて少年たちを殺したことを告白する。そのサンフォードの告白により、ノースコットが20人近い少年たちを拉致して殺害した事と、その犠牲者の中にウォルターと思われる少年も含まれている事が判明する。レスターは、「捜査を中止しろ」というジョーンズの命令を無視して犯行現場の養鶏場に向かい、そこで犠牲者の人骨を発見する。報道で事実を知ったブリーグレイブは精神病院に向かいクリスティンを助け出す。指名手配されたノースコットは逃亡先のカナダで拘束されロサンゼルスに送還されたが、捜査ミスが判明したことで責任を追及される立場になったデーヴィスとジョーンズ、市長選挙への影響を懸念するクライアー市長は事件の早急な幕引きを図る。
クリスティンはブリーグレイブの紹介で腕利きの弁護士ハーンを雇い、精神病院に隔離されていた被害者たちを解放し市警に対して訴訟を起こす。市警は世間の批判をかわすためにノースコットの裁判を聴聞会と同じ日程で行うが世間は市警の腐敗体質を糾弾する。聴聞会によりジョーンズは無期限の停職処分、デーヴィスは本部長を解任、クライアーは市長選立候補を取り止め、裁判でノースコットに死刑判決が言い渡される。しかし、ノースコットはウォルター殺害について明言せず、人骨も個人の特定ができなかったことから、クリスティンは息子の生存を信じて捜索を続ける。
2年後、ノースコットの死刑執行を2日後に控えた日。ハーンから「ノースコットが面会を求めている」と聞かされたクリスティンは、彼が収監されているサン・クエンティン州立刑務所に向かう。面会したクリスティンは、息子を殺したかを問い詰めるが、ノースコットははぐらかすばかりで、納得のいく答えは得られなかった。翌日、ノースコットはクリスティンや犠牲となった少年の遺族が見守る中で処刑される。
事件から7年後。ノースコットの処刑に立ち会った遺族から「自分達の息子が見つかった」という連絡が入る。クリスティンは市警本部に向かい、遺族の息子がヤバラ刑事と話し合っている様子を目撃する。少年は「ノースコットの養鶏場から逃げる際にウォルターに助けられた」と証言し両親との再会を喜ぶ。ウォルターを含む逃げた少年たちの行方は分からず、逃げ切れたのか捕まって殺されたのかも不明のままだったが、クリスティンはウォルターが何処かで生きていることを信じて市警を後にし彼女は生涯、息子を探し続けた。

## キャスト
ノンフィクションであり全員が実在の人物。
※括弧内は日本語吹替
- クリスティン・コリンズ - アンジェリーナ・ジョリー（湯屋敦子）
- グスタヴ・ブリーグレブ牧師 - ジョン・マルコヴィッチ（壤晴彦）
- J.J.ジョーンズ警部 - ジェフリー・ドノヴァン（内田直哉）
- ジェームズ・エドガー・デーヴィス市警本部長 - コルム・フィオール（佐々木敏）
- ゴードン・ノースコット - ジェイソン・バトラー・ハーナー（平田広明）
- レスター・ヤバラ刑事 - マイケル・ケリー（広瀬彰勇）
- キャロル・デクスター - エイミー・ライアン
- サミー・ハーン弁護士 - ジェフ・ピアソン（有本欽隆）
- ジョナサン・スティール医師 - デニス・オヘア
- ジョージ・エドガー・クライアー市長 - リード・バーニー
- アール・W・ター医師 - ピーター・ゲレッティ
- 精神病棟の患者 - デイル・ディッキー

## スタッフ
- 監督：クリント・イーストウッド
- 製作：クリント・イーストウッド、ブライアン・グレイザー、ロン・ハワード、ロバート・ロレンツ
- 製作総指揮：ティム・ムーア、ジム・ウィテカー
- 脚本：J・マイケル・ストラジンスキー
- 撮影：トム・スターン
- プロダクションデザイン：ジェームズ・J・ムラカミ
- 衣装デザイン：デボラ・ホッパー
- 編集：ジョエル・コックス、ゲイリー・ローチ
- 音楽：クリント・イーストウッド、クリスティン・ヤバラ

## 評価
レビュー・アグリゲーターのRotten Tomatoesでは210件のレビューで支持率は62%、平均点は6.30/10となった。Metacriticでは38件のレビューを基に加重平均値が63/100となった。

## 備考
- ワーナー・ブラザース作品が多いイーストウッド監督作がユニバーサル・ピクチャーズで製作されたのは1975年の『アイガー・サンクション』以来33年ぶり。
- 『マディソン郡の橋』など多くのイーストウッド監督作を手がけたヘンリー・バムステッドが2006年に他界したことにより、本作以降はジェームズ・J・ムラカミがプロダクション・デザインを引き継いだ。